# 艷芳照相館
23°07′25″N 113°15′37″E / 23.1236178°N 113.260295°E

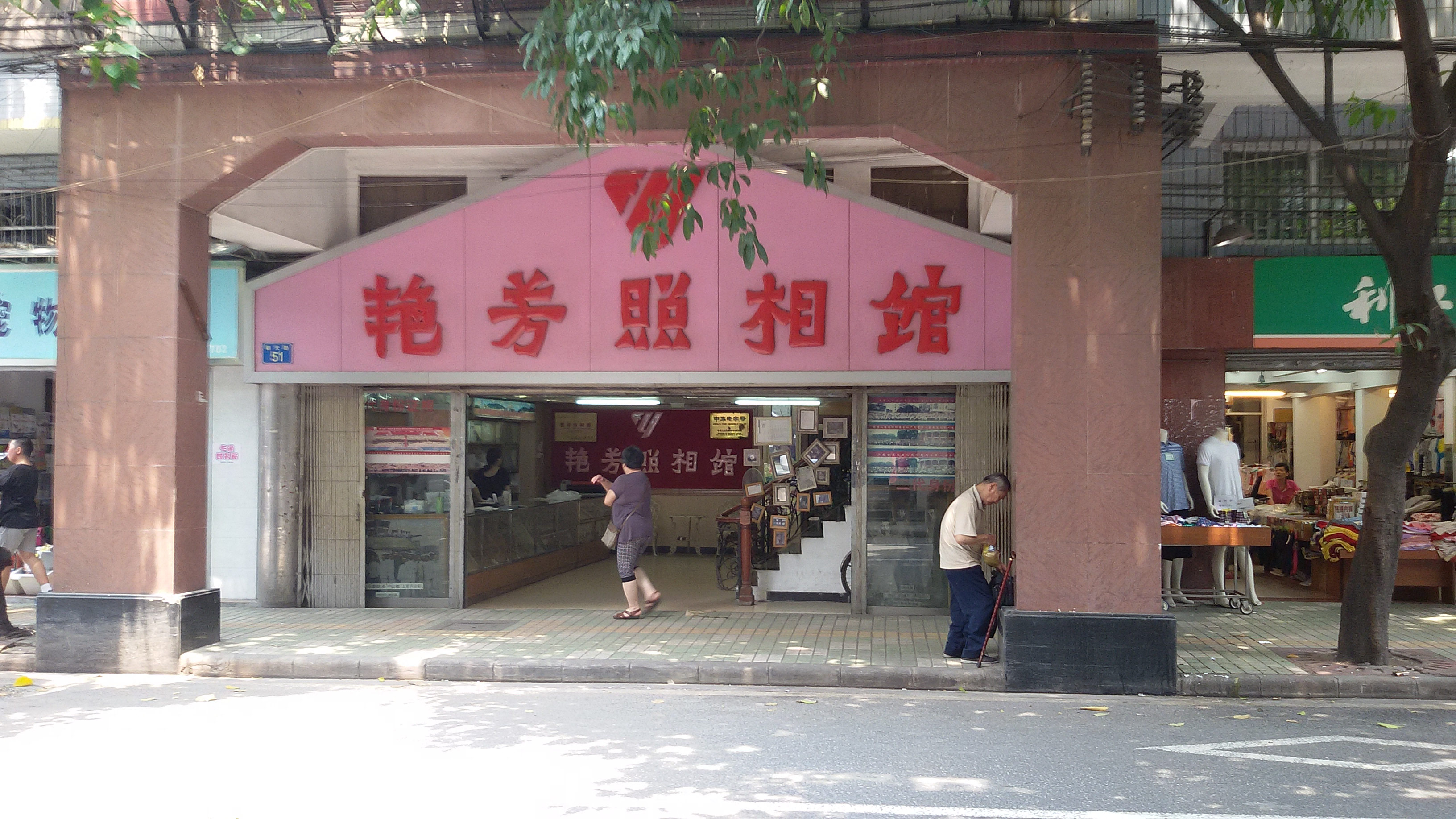
现在的艷芳照相館，在2014年7月23日。

艷芳照相館，是廣州市一間有百年歷史的照相館，搬迁多次，现址是朝天路51號。

## 歷史
照相館是在1912年2名三水人黃躍雲、劉昌泉共同开办。最初在新民路一带（今省財政廳附近），當時廣州照相館很少，由於師傅技術好，很多名人慕名而來，於是艷芳也留下了很多珍貴的歷史相片，當時艷芳的名聲也遠播到香港。《廣州民國日報》1926年2月曾連續五日刊文介绍艷芳照相館。建國之後，廣州有很多著名的照相館，艷芳也是其中之一，拍集體相片而闻名。艷芳在1979年引入彩色影相技術，是全國第一間，一開始只对來自港澳和外國的旅客開放，本地人不可使用，但艷芳生意已多到没法做。1994年廣州建地鐵1號綫，艷芳搬迁至光塔路。这段時間艷芳面對數碼技術的衝擊，生意很差。到2000年，艷芳更改制度並搬迁到朝天路。现时艷芳也做數碼攝影，包括拍摄證件相。

## 名人名相
- 孫中山、宋庆龄夫婦和官兵在艦上合影；
- 廖仲愷
- 鲁迅、許廣平同和徑三的合影；
- 廣州起義期間的《廣州蘇維埃政府成立》相片
- 李濟深（經常到艷芳拍摄相片，还送艷芳书法「其如視諸斯乎」）；
- 毛泽东、陶鑄、叶剑英、羅瑞卿、邓小平（都在艷芳拍摄集體相）、許世友（集體相及個人相）